# عبد الرحمان حراث (مخرج)
عبد الرحمان حراث  مقدم برنامج ومخرج جزائري من مواليد 1994م بمدينة عنابة بدأ مشوراه الفني بعد إنضمامه لفرقة مسرحية بالمدينة في سن مبكرة وسرعان ما ولج عالم السينما ثم إتخذ من الإخراج ميدان جديد له إضافة لخوذه تجربة جديدة في التقديم التلفزيوني في قناة السادسة

## حياته

### بداياته الفنية
كانت بداياته في مجال الفن مع فرقة الشهاب للفنون الدرامية بولاية عنابة، وذلك سنة 2008 عندما كان في 14 سنة من عمره، فقد التحق بالفرقة لأنه كان ولوعا بفن التمثيل  والإخراج، لتكون أول مشاركة له في عرض مسرحي بعنوان «الأميرة المفقودة»، ليشارك بعدها في مسرحية «هدية عيد ميلاد»، أما ثالث مشاركة له، فكانت في السينما، حيث أتيحت له الفرصة، في بدور ثانوي في فيلم غروب الظلال للمخرج محمد لخضر حامينة في نهاية عام 2012، حيث تقمص شخصية شاب إيطالي

### تعليمه
تابع تعليمه بالمدرسة العليا لشبه الطبي، واشتغل ممرضا لمدة سنتين،ثم تحصل على شهادة ليسانس في علوم الإعلام والاتصال، وهو يعمل حاليا كمكلف بالاتصال بالمستشفى الجامعي بعنابة.

### التلفزيون
اقتحام مجال التنشيط التلفزيوني، في القناة  السادسة للتلفزيون الجزائري بعد أن طلب منه التلفزيون العمومي، تقديم تصور لبرنامج تلفزيوني خاص بالفن السابع، وتحمس لذلك، لأنه من صميم تخصصه الفني .

## أعماله

### المسرح
- الأميرة المفقودة،
- هدية عيد ميلاد .

### التمثيل
- 2012 :ممثل في دور إيطالي في فيلم غروب الظلال .

### إخراج
- 2015 : حب الشيطان .[3]
- 2016 : آسف .[4]
- 2019 :جميلة في زمن الحراك .[5][6][7]

## جوائز
- جائزة علي معاشي 2020 [8][9]

## وصلات خارجية
- المُخرج السينمائي عبد الرحمان حراث